# Agonum sexpunctatum
Agonum sexpunctatum es una especie de escarabajo terrestre de zonas húmedas y turberas de la región paleártica y del Oriente Próximo. Fue descripto por primera vez por Linnaeus en 1758.
En Europa,  se ha encontrado ejemplares en Albania, Bielorrusia, Benelux, países bálticos, Finlandia, Francia, Italia, Liechtenstein, Portugal, Rusia, Escandinavia, España, Ucrania, los estados de la antigua Yugoslavía y en Europa Central. Está ausente en Irlanda.

## Descripción
Los adultos lmiden entre 7,0 y 9,5 milímetros y su cuerpo es de color metálico, con la cabeza y el pronoto verdes y los élitros generalmente de color rojo dorado con un reborde verde, aunque a veces pueden ser monocromáticos verdes, azules o negros. En el tercer espacio intercostal presentan seis pequeños puntos, aunque a veces son cuatro u ocho. Las antenas son negras con el primer artejo pálido y los ojos ligeramente salientes.
Los escarabajos se distribuyen en Europa, al este del Cáucaso y Siberia. La especie es rara en Inglaterra. Se pueden encontrar en bosques, en el borde de los campos, en caminos de tierra, prados, páramos, brezales... Ocupan desde las tierras bajas hasta las montañas y prefieren lugares soleados y húmedos. Son comunes en Europa Central. Viven escondidos, por ejemplo, bajo el musgo y las piedras. Los adultos hibernan y su el apareamiento tiene lugar en primavera.

## Galería
|  |
|  |

|  |
|  |

|  |
|  |

|  |
|  |